# Nicobars (distrikt)

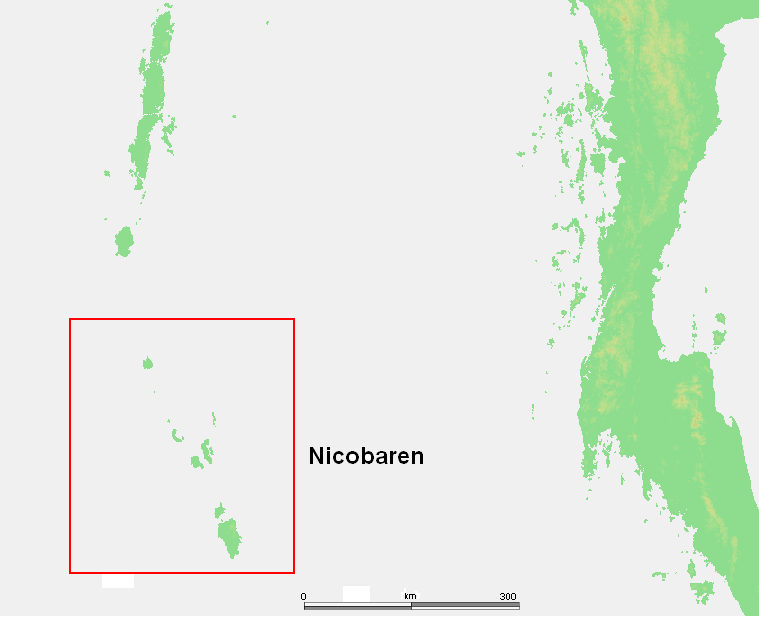
Nikobarernas läge, med Andamanerna i norr och Malackahalvön i öster.

Nicobars (alternativt Nicobar District) är ett av tre distrikt i det indiska unionsterritoriet Andamanerna och Nikobarerna. Distriktet bildades den 1 augusti 1974 från att tidigare ha varit en del av Andamandistriktet, och omfattar hela ögruppen Nikobarerna. Befolkningen uppgick till 36 842 invånare vid folkräkningen 2011, på en yta av 1 841 kvadratkilometer. Distriktets myndigheter finns på ön Car Nicobar. Distriktets sydligaste punkt, Indira Point, ligger cirka 150 kilometer nordväst om den indonesiska ön Sumatra. Denna plats är samtidigt Indiens sydligaste punkt. Ögruppen drabbades hårt av jordbävningen i Indiska oceanen 2004, med åtföljande tsunami, och man uppskattar att cirka 3 400 människor dog eller saknas efter katastrofen.

## Administrativ indelning
Distriktet är indelat i tre underdistrikt:
- Car Nicobar (17 841 invånare, folkräkning 2011)
- Great Nicobar (8 367 invånare, folkräkning 2011)
- Nancowry (10 634 invånare, folkräkning 2011)

Hela distriktet är klassat som landsbygd, och det finns inga städer utan enbart byar. De folkrikaste byarna är Perka (2 527 invånare år 2011) på Car Nicobar, och Campbell Bay (5 736 invånare år 2011) på Great Nicobar.

## Öar

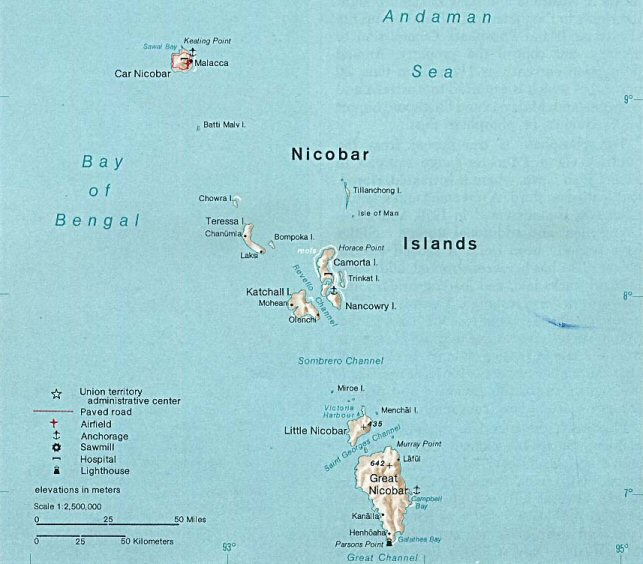
Karta över Nikobarernas öar.

Distriktet och ögruppen Nikobarerna består av totalt 22 öar, varav 10 är obebodda.

### Bebodda öar
- Bompuka
- Car Nicobar
- Chowra
- Great Nicobar
- Kamorta
- Katchal
- Kondul
- Little Nicobar
- Nancowry
- Pulomilo
- Teressa
- Trinket

### Obebodda öar
- Battimaly
- Cubra
- Isle of Man
- Megapod
- Menchal
- Meroe
- Pigeon
- Tark
- Teris
- Tillangchong